# Lepenoú
Lepenoú (Lepenou) är en ort i Grekland.   Den ligger i prefekturen Nomós Aitolías kai Akarnanías och regionen Västra Grekland, i den centrala delen av landet, 230 km väster om huvudstaden Aten. Lepenoú ligger 159 meter över havet och antalet invånare är 2 090.
Terrängen runt Lepenoú är kuperad åt nordväst, men åt sydost är den platt. Runt Lepenoú är det ganska tätbefolkat, med 116 invånare per kvadratkilometer. Närmaste större samhälle är Agrínio, 14,1 km sydost om Lepenoú. Trakten runt Lepenoú består till största delen av jordbruksmark.